# Ольга Козакевич (акторка)
Ольга Козакевич (нар. 6 листопада 1915–1983) — французька театральна акторка. 

## Життєпис
Вона та її сестра Ванда Козакевич народилися 1915 року в Києві у сім'ї француженки польського походження Марти Козакевич та білоруського емігранта з Києва Віктора Козакевича. Після Жовтневої перевороту родина переїхала до міста Л'Егль, де батько придбав та керував пилорамою.
Ольга Козакевич відвідувала Ліцей Жанни Д'Арк в Руані, де її навчали Колет Одрі та в 1932 році Симона де Бовуар, у 1934 році, коли Жан-Поль Сартр повернувся з навчального візиту до Німецького Рейху. Наприкінці навчального року 1934 року вона найкраще здала бакалаврський екзамен. З осені 1934 по 1936 роки Ольга Козакевич вивчала медицину в Руанському університеті, потім жила в Парижі. З 1934 по 1935 роки Бовуар та з 1935 по 1937 роки Сартр співпрацювали з акторкою. Її невгамовний, непокірний характер, що характеризується емоційною підйомами та спадами, її справжність та спонтанність зачаровували Сартра та Бовуара.
Вона приєдналася до кола де Бовуара та Жана-Поля Сартра. У першому романі Де Бовуар « L'Invitée» вона та її сестра Ванда злилися разом, щоб зіграти персонажку молодшого друга Ксав'є, жити разом з акторкою Франсуазою та актором, режисером П'єром Менаже шведською сім'єю.
Ольга разом із Біанка Ламблін та Наталі Сорокіною пізніше заявили, що їхні «тріо» стосунки із Сартром та де Бовуар шкодили їм психологічно.
Мотивація Сартра написати п'єсу «Мухи» полягала в тому, щоб надати Ользі Козакевич можливість дебютувати акторкою театру. Прем'єра спектаклю Мухи мала відбутись в Комеді Франсез, але інтендант Жан-Луї Барро не погодився на умови Сартра, аби Ольга Козакевич грала роль Електри. Тому прем'єрний показ відбувся 3 червня 1943 року Théâtre de la Cité internationale (він же Тера Сара Бернар).
У 1946 році в унікальній драмі Лесо Буш Сімони де Бовуар вона зіграла Кларис, дочку Кетрін та Луї д'Авессана, головних героїв. Козакевич також була коханкою де Бовуар.
У трилогії романів Сартра Ле Шемінс де ла Ліберте («Дороги до свободи») персонажка Івича вважається представленням Ольги. Біографія Діадр Бера про Сімону де Бовуар вивчає цей взаємозв'язок. Гейзл Роулі також детально аналізує це у своїй книзі про стосунки Симони де Бовуар та Жана-Поля Сартра.
У 1946 році Ольга стала дружиною Жака-Лорана Боста, давнього коханця де Бовуар.
Вона померла від туберкульозу в 1983 році. 